# Porto Amboim
Porto Amboim est une ville portuaire d'Angola, dans la province Kwanza-Sud.
La ville est reliée par le biais d'une ligne ferroviaire longue de 123 km à voie étroite de 600 mm (ou 610 mm ?) aux mines de Gabala, fermées depuis 1987.